# Hermann Fellinger
Hermann B. Fellinger (* 8. April 1884 in Duisburg; † 16. April 1957) war ein deutscher Ministerialbeamter und Manager.

## Leben
Hermann Fellinger studierte von 1902 bis 1904 Rechtswissenschaften an den Universitäten Genf, Freiburg im Breisgau und Bonn. 1903 wurde er Mitglied des Corps Hasso-Borussia Freiburg. 1905 legte er das Referendarexamen ab und war anschließend Referendar am Amtsgericht Wesel. Von 1908 bis 1911 war er Regierungsreferendar bei Regierung in Kassel. 1911 wurde er Regierungsassessor beim Landratsamt Oppeln, ging dann ein Jahr in Ostasien, um anschließend wieder als Regierungsassessor beim Landratsamt Iserlohn und beim Polizeipräsidium Aachen tätig zu sein. 1914 wechselte er als Hilfsarbeiter in das preußische Ministerium für Handel und Gewerbe. Am Ersten Weltkrieg nahm er als Ordonnanzoffizier teil, kehrte Anfang 1918 in den Ministerialdienst zurück, wo er im März 1918 zum Regierungsrat befördert und Oktober des gleichen Jahres zum Vortragenden Rat im Ministerium für Handel und Gewerbe ernannt wurde. Als amtlicher Vertreter Preußens nahm er an zahlreichen internationalen wirtschaftlichen und politischen Kongressen, so auch an den Handelsvertragsabkommen. Er fungierte als Reichskommissar für die Liquidation ausländischer Unternehmungen und 1923 als Reichskommissar für Devisenerfassung. Im April 1925 schied er als Ministerialrat a. D. aus dem Staatsdienst aus.
Von 1925 bis 1942 war er Delegierter des Aufsichtsrats der Stettiner Chamotte-Fabrik AG, vorm. Didier in Berlin-Wilmersdorf und zugleich Vorsitzender des Aufsichtsrats der Gesellschaft, verantwortlich für den Zusammenschluss mit den beiden nächstgrößten Unternehmen der Branche.
Von 1932, dem Jahr des Ausscheidens von Rudolph Karstadt und der grundlegenden Sanierung des Unternehmens, bis 1955 war Fellinger Aufsichtsratsvorsitzender der Karstadt AG.
Weiterhin war er Aufsichtsratsvorsitzender der Scheidhauer & Gießing AG in Bonn, der Stellawerk AG, vorm. Willisch & Co. in Berlin, der Oberschlesischen Chamitte-Fabrik AG, früher Arbeitsstätte Didier in Gleiwitz, der "Adolfshütte" Kaolin- und Chamottewerke AG in Crosta-Adolfshütte, der Thon-Werk Biebrich AG in Biebrich und der AG Möncheberger Gewerkschaft in Kassel.
Er gehörte dem Aufsichtsrat der "Kogag" Koksofenbau- und Gasverwertungs AG in Essen, der Martini und Hüneke, Maschinenbau-AG in Berlin, der Gas- und Kraftwerke AG in Berlin-Wilmersdorf, der Gebrüder Borchers AG in Goslar, der Chamottefabrik Thonberg AG in Kamenz, der Türkischen Elektrizitätslieferungs-Gesellschaft in Ankara und der Türkischen Gaslieferungs-Gesellschaft in Ankara an.
Fellinger war Vorstandsvorsitzender der Deutschen Keramischen Gesellschaft in Berlin, Kuratoriumsmitglied des Kaiser-Wilhelm-Institut für Silikatforschung, Mitglied des Außenhandelsausschusses des Deutschen Industrie- und Handelstages und der Handelspolitischen Kommission des Reichsverbandes der Deutschen Industrie.

## Auszeichnungen
- Eisernes Kreuz II. und I. Klasse
- Weitere in- und ausländische Kriegsauszeichnungen
- Ernenennung zum Geheimer Regierungsrat, 1919
- Bundesverdienstkreuz 1954